# Kermadecia
- Commons
- Wikispecies

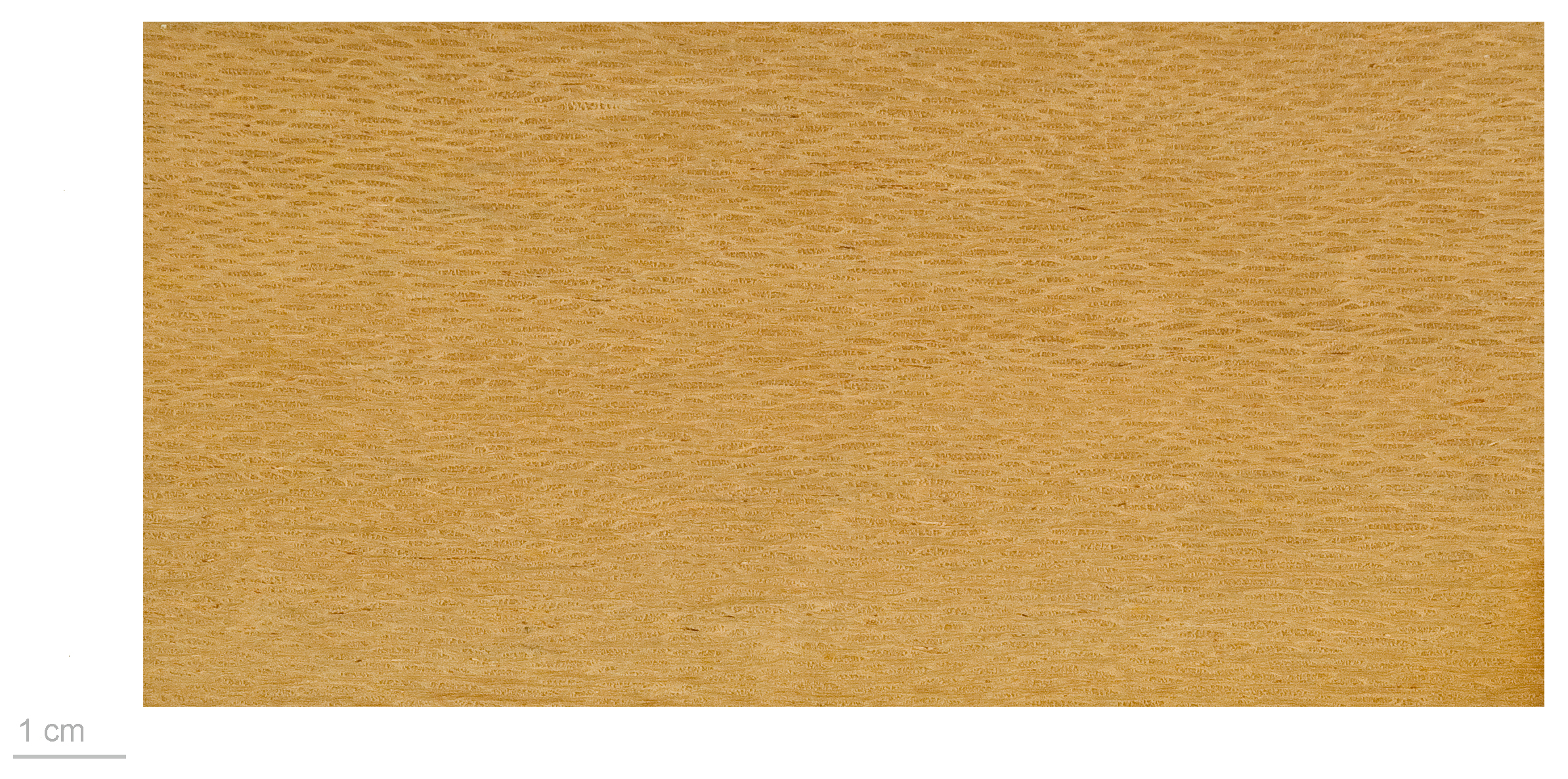
Kermadecia sinuata - MHNT

Kermadecia é um género botânico pertencente à família Proteaceae. O nome é uma homenagem ao navegador francês Jean-Michel Huon de Kermadec.
1. ↑  «Kermadecia — World Flora Online». www.worldfloraonline.org. Consultado em 19 de agosto de 2020